# Масленица Пятидесятидневного поста
Масленица Пятидесятидневного поста — армянский церковный праздник предшествующий  пятидесяти дневному посту Армянской Апостольской Церкви перед праздником Святого Рождества Богоявления, одним из 5 праздников ААЦ, которые являются точками отсчета для установления дат других праздников. Отмечается по традиции в одно из воскресений в промежутке  с 15(28 ноября) по 21 ноября(4 декабря).

## Традиции и обычаи
Согласно армянской церковной традиции: Масленица является воспоминанием человеческого счастья, которым наслаждались в своё время Адам и Ева в раю. Человеку, согласно ей же, можно было вкусить все плоды за исключением плода с дерева знания, который символизирует пост идущий за масленицей. Масленица является выражением добродетелей. В этот день люди выходят из траура и начинают радоваться, забывают о страданиях и находят утешение.
"Масленица Пятидесятидневного поста" является церковным праздником Армянской Апостольской Церкви, который предшествует посту длящимуся с понедельника по субботу (изначально пост длился пятьдесят дней), перед праздником Святого Рождества Богоявления. Праздник является одним из 5 праздников Армянской Апостольской Церкви, которые служат точками отсчета для установления дат других праздников. Отмечается в воскресенье выпадающее в промежуток между 15 и 21 сентября по Григорианскому календарю.

## Дата начала
Армянская Апостольская Церковь в целом живёт по Григорианскому календарю, но общины в диаспоре, на территории церквей, использующих Юлианский календарь, по благословению епископа могут жить и по Юлианскому календарю. То есть календарю не придается «догматического» статуса
| Даты начала "Масленица Пятидесятидневного поста" по Григорианскому календарю (по Юлианскому + 13 дней) |                |
| 20 ноября 2011                                                                                         | 18 ноября 2012 |
| 17 ноября 2013                                                                                         | 16 ноября 2014 |
| 15 ноября 2015                                                                                         | 20 ноября 2016 |
| 19 ноября 2017                                                                                         | 18 ноября 2018 |
| 17 ноября 2019                                                                                         | 15 ноября 2020 |
| 21 ноября 2021                                                                                         | 20 ноября 2022 |
| 19 ноября 2023                                                                                         | 17 ноября 2024 |
| 16 ноября 2025                                                                                         | 15 ноября 2026 |
| 21 ноября 2027                                                                                         | 19 ноября 2028 |
| 18 ноября 2029                                                                                         | 17 ноября 2030 |